# Ramakrišna
Sri Ramakrishna Paramahamsa (rojen kot Gadadhar Chattopadhyaya), indijski svetnik in verski vodja, * 18. februar 1836, Kamarpukur, Indija, † 16. avgust 1886.
Sri Ramakrishna je kot mlad doživljal duhovne vizije in ekstaze. Nanj je vplivalo več verskih tradicij. Kot duhovniku v templju Dakshineshwar Kali so mu mistični temperament ter ekstaze postopoma pridobile splošno priznanje in k njemu pripeljale različne duhovne učitelje. Te učitelji so mu predstavljali različne verske tradicije in rituale. Sčasoma je tudi sam začel poučevati učence.

## Mladost in zgodnje življenje
Sri Ramakrishna se je rodil 18. februarja 1836 v vasi Kamarpukur v Zahodni Bengaliji v Indiji. Njegova družina je bila revna, pobožna in pravoslavna družina Brahmanov. Po nekaterih navedbah njegovih privržencev so starši Ramakrishne pred njegovim rojstvom doživeli nadnaravne dogodke in vizije. Družina je bila posvečena hindujskemu Bogu Rami, otroci moškega spola pa so dobili imena, ki so se začela z Ramo: Ramkumar, Rameswar in Ramakrishna. Čeprav je Ramakrishna dvanajst let redno obiskoval vaško šolo, je pozneje zavrnil tradicionalno šolanje. Ramakrishna je potoval čez državo in na tej poti je spoznal veliko ljudi, ter doživel veliko videnj in ekstaz. Podobne vizije naj bi imel že kot otrok. Od njegovega 10. leta šolanja so te transi postali običajni in do zadnjih let njegovega življenja so se mu vizije pojavljale skoraj vsak dan. Na začetku so te izkušnje razlagali kot epileptične napade, kar je Ramakrishna zavrnil. Oče Ramakrishne je umrl leta 1843, nato pa so družinske obveznosti padle na njegovega starejšega brata Ramkumarja. Ta izguba ga je bolj zbljižala materi in čas je začel preživljati v gospodinjskih dejavnostih in vsakdanjem čaščenju gospodinjskih božanstev. Ko je bil Ramakrishna v najstniških letih, se je družinski finančni položaj poslabšal. Ramkumar je v Kolkati ustanovil sanskrtsko šolo in služboval kot duhovnik. Ramakrishna se je leta 1852 z bratom preselil v Kolkato, da bi pomagal pri duhovniškem delu.

## Tempelj Kali
V letu 1855 je bil Ramkumar imenovan za duhovnika templja Kali, ki ga je zgradila Rani Rashmoni - bogata ženska iz Kolkate, ki je bila znana po svoji prijaznosti in dobrohotnosti do revnih ter tudi po svoji verski predanosti. Ramakrishna je skupaj s svojim nečakom postal pomočnik Ramkumarju. Ko je Ramkumar umrl leta 1856, je Ramakrishna prevzel mesto duhovnika templja Kali. Po smrti brata je Ramakrishna začel gledati na boginjo Kali iz drugačne perspektive. Nanjo je gledal kot na svojo mater in na mater vsega vesolja. Tako obupano si je želel videti njeno vizijo, a kljub mnogim meditacijam mu to ni uspelo. Prišel je do točke življenja, kjer si je hotel zaradi neuspele vizije, vzeti življenje. Tik preden bi storil samomor, je uvidel dolgo časa želeno vizijo, vizijo boginje Kali, matere celotnega vesolja.

## Poroka
Ramakrishna pa je zaradi svojih duhovnih obredov in praks postajal vedno bolj duševno nestabilen. Mati in njegov starejši brat Rameswar sta se odločila, da bosta Ramakrishni našla ženo, z mislijo, da bo tako moral prevzeti družinsko odgovornost in s tem pozabil na svoje duhovne obrede. Tako se je poročil s Sarado Devi. Ramakrishna je postal zelo vplivna osebnost v njenem življenju in ona je postala močna privrženka njegovih naukov. Po poroki je Sarada ostala v Jayrambatiju in se pri osemnajstih letih pridružila Ramakrishni v Dakshineswarju.

## Učitelji
Med tem časom, ko je bil Ramakrishna duhovnik v Dakshineswarju se je učil vseh možnih oblik čaščenja s pomočjo mnogih učiteljev. Bhairavi Brahmani je Ramakrishni predstavil Tantro, ta je kasneje igrala pomembnejšo vlogo v duševnem razvoju Ramakrishne. Ramakrishna je pri vašnavskemu guruju Jatadhariju prevzel prakso vatsalya bhave, nekaj let kasneje ga je menih Naga Sannyasi vpeljal v sannyaso in nedualno obliko meditacije. Ramakrishna pa se je izobrazil tudi v verovanju krščanstva in Islamski veri. Podučil se je tudi v poznavanju Biblije.

## Popularizacija
Leta 1875 se je Ramakrishna srečal z vodjo Brahmanov Samaja Keshabom Chandro Senom. Ta je pod vplivom Ramakrishne sprejel hindujski politeizem in ustanovil versko gibanje (Nava Vidhan), ki temelji na Ramakrishninih načelih (najpomembnejše je bilo - Častiti Boga kot mater). Keshab je kasneje Ramakrishnine nauke začel objavljati v revijah, kar je bilo ključnega pomena za opozarjanje Ramakrishne na širšo publiko. Po Keshabu so tudi drugi Brahmani, začeli občudovati Ramakrishno, širiti njegove ideale in preusmerjati njihov družbeno-verski pogled. V tem času so ga začeli obiskovati številni ugledni ljudje. Eden izmed njih je napisal biografijo Ramakrishne. Ta je predstavila indijskega svetnika predvsem zahodnem svetu, kjer je pustila zelo pozitiven vtis. Sodobno interpretacijo indijskih tradicij pa je populariziral Swami Vivekanando, ta je kasneje ustanovil red Ramakrishna, s katerim je razširil svoja poslanstva po celem svetu.

## Smrt
Ramakrishna je trpel za rakom grla. Bil je deležen mnogih zdravljenj in ko se mu je stanje poslabšalo, so ga preselili v veliko hišo v Cossiporeju. V njegovih zadnjih dnevih so zanj skrbeli njegovi učenci in žena. V trenutkih pred smrtjo pa naj bi svoje duhovne sposobnosti prenesel na svojega najboljšega učenca Vividanando. Sri Ramakrishna je umrl 16. avgusta, leta 1886.

## Zapuščina
Ramakrishna velja za pomembno osebnost bengalske renesanse 19. in 20. stoletja. V njegovem imenu je bilo ustanovljenih več organizacij. Ramakrishna Math in Ramakrishna Mission sta glavni organizaciji, ki ju je ustanovil Swami Vivekananda. Ramakrishna Mission obsežno dela na področju zdravstva, pomoči ob nesrečah, upravljanja podeželja, blaginje plemen, osnovnega in visokega šolstva. Tudi veliko drugih vplivnih oseb in umetnikov (Mahatma Gandhi, Franz Dvorak, Lev Nikolajevič Tolstoj) so priznali vpliv Ramakrishne.